# Кубок Франції з футболу 1925—1926
Кубок Франції з футболу 1925—1926 — 9-й розіграш турніру. Переможцем змагань вдруге став марсельський «Олімпік». Змагання проводились у 9 раундів, участь у яких брали 336 команд.

## Чвертьфінали
| Переможці         | Рахунок | Переможені  |
| ----------------- | ------- | ----------- |
| 7 березня 1926    |         |             |
| Вітрі             | 2:1     | Клуб Франсе |
| Валантіньє        | 4:3     | Руан        |
| Олімпік (Марсель) | 4:2     | Турсонь     |
| Стад Франсе       | 1:2     | Сет         |
| 21 березня 1926   |         |             |
| Стад Франсе       | 4:2     | Сет         |

## Півфінали
| Переможці         | Рахунок | Переможені  |
| ----------------- | ------- | ----------- |
| 28 березня 1926   |         |             |
| Валантіньє        | 2:1     | Вітрі       |
| Олімпік (Марсель) | 5:0     | Стад Франсе |

## Фінал
| 9 травня 1926 |

| «Олімпік» (Марсель)                         | 4 — 1 | «Валантіньє» |
| ------------------------------------------- | ----- | ------------ |
| 16', 80' Девакез 26' Д. де Руймбеке 42' Боє |       | 40' Шаві     |

| Олімпійський стадіон Ів дю Мануар, Коломб Глядачів: 30 000 Арбітр: Жорж Балвай |

| Олімпік       |                    |
|               |                    |
| ВР            | Поль Сет           |
| ЗХ            | Еме Дюрбек         |
| ЗХ            | Жозеф Жак'є        |
| ПЗ            | Луї Субріні        |
| ПЗ            | Ернест Клере       |
| ПЗ            | Рауль Блан         |
| НП            | Жуль Девакез       |
| НП            | Дуглас де Руймбеке |
| НП            | Жан Боє (к)        |
| НП            | Едуар Крю          |
| НП            | Моріс Галлай       |
| Тренер:       |                    |
| Віктор Гібсон |                    |

| Валантіньє |                |
|            |                |
| ВР         | Анрі Енц       |
| ЗХ         | Роже Лові      |
| ЗХ         | Валері Сімонен |
| ПЗ         | Анрі Рігуло    |
| ПЗ         | Жорж Голль (к) |
| ПЗ         | Рауль Рішар    |
| НП         | Етьєн Греді    |
| НП         | Леон Ван Прат  |
| НП         | Едмун Шаве     |
| НП         | Луї Аенні      |
| НП         | Луї Шафф       |
| Тренер:    |                |
| Х          |                |